# Sievert
Il sievert (simbolo Sv, pronuncia svedese [ˈsiːvəʈ]) è l'unità di misura della dose equivalente di radiazione nell'SI. La dose equivalente misura il danno biologico provocato dalla radiazione su un organismo. Il nome deriva da quello dello scienziato svedese Rolf Sievert. La dose equivalente ha le stesse dimensioni della dose assorbita, che si misura in gray (Gy), ovvero energia per unità di massa.

## Descrizione

Schema che illustra la relazione tra i diversi modi di misurare la radioattività.

Il sievert e il gray sono unità derivate (non base) del sistema internazionale SI; si ha infatti
{\displaystyle \mathrm {1\ Sv=1\ Gy={\frac {1\ J}{1\ kg}}={\frac {1\ kg\cdot m^{2}\cdot s^{-2}}{1\ kg}}={\frac {1\ m^{2}}{1\ s^{2}}}} }
Come si vede, il sievert e il gray sono entrambi sinonimi di J/kg, una nomenclatura sentita assolutamente contraria allo spirito dell'SI, ma adottata per prevenire confusioni fra dosi assorbite ed equivalenti con i conseguenti rischi per la salute.
Come per tutte le unità di misura del sistema internazionale, i sottomultipli sono il millisievert (mSv, 1 Sv = 1 000 mSv) e il microsievert  (μSv, 1 mSv = 1 000 µSv). Il sievert ha sostituito l'unità tradizionale, il rem (1 Sv = 100 rem).
| Causa o pratica medica                                   | Dose equivalente     |
| -------------------------------------------------------- | -------------------- |
| Fondo naturale di radiazione (media)                     | 2,4 mSv (in un anno) |
| Massima dose di fondo naturale (massimi locali a Ramsar) | 131 mSv (in un anno) |
| Radiografia                                              | 0,05 ~ 0,7 mSv       |
| Tomografia computerizzata                                | 2 ~ 15 mSv           |
| Tomografia a emissione di positroni                      | 5 ~ 20 mSv           |
| Scintigrafia                                             | 2 ~ 10 mSv           |
| Inizio limite rischio                                    | 100 mSv              |
| Radioterapia (singola seduta)                            | 1 500~2 000 mSv      |

## Dosi equivalenti tipiche
In Italia la dose media assorbita in un anno per esposizione alla sola radioattività naturale viene calcolata in circa 3 millisievert.
Una radiografia al torace comporta per il paziente una dose di circa 0,02 mSv, mentre una radiografia ordinaria all'addome o una mammografia comportano dosi comunque inferiori a 1 mSv (0,4-0,7 mSv). Una TAC addominale 8 mSv, invece per una PET o una scintigrafia si va dai 10 ai 20 millisievert. In radioterapia si forniscono invece dosi molto più massicce di radiazioni: per trattamenti curativi sono dell'ordine delle decine di sievert, ma concentrate limitatamente ed esclusivamente sul tumore da distruggere. Ad esempio per cancro alla gola vengono somministrati 2 gray a seduta per 30 sedute. I 60 gray totali di questo trattamento equivalgono circa a 60 sievert, dato che per queste radiazioni il fattore di pericolosità è essenzialmente uno.

### LaBanana Equivalent Dose(BED)
Gli scienziati hanno creato un'unità non ufficiale per cercare si spiegare al grande pubblico la relazione tra le diverse dosi che si possono ottenere in molte situazioni differenti: la BED (Banana Equivalent Dose). La banana, contenendo molto potassio, ne contiene anche in maniera naturale una piccola quantità radioattiva, costituita dall'isotopo potassio-40. Tale piccola quantità fa sì che una normale banana abbia un'attività di circa 15 becquerel e comporti l'assorbimento nella sua prossimità di una dose equivalente di circa 0,1 μSv (0,1 microSievert).

## Effetti biologici
Per quanto riguarda gli effetti sulla salute di una radiazione assorbita in tempi brevi, una dose di 1 Sv può causare lievi alterazioni temporanee dell'emoglobina, una dose di 2 ~ 3 Sv causa nausea, perdita dei capelli, emorragie. 4 sievert possono portare alla morte nel 50% dei casi  se non si interviene terapeuticamente. Oltre 6 sievert, la sopravvivenza è altamente improbabile; la malattia correlata è anche detta avvelenamento da radiazione.
| Dose equivalente | Effetti biologici                      |
| ---------------- | -------------------------------------- |
| 1 Sv             | Alterazioni temporanee dell'emoglobina |
| 2 ~ 3 Sv         | Nausea, perdita dei capelli, emorragie |
| 4 Sv             | Morte nel 50% dei casi                 |
| 6 Sv             | Sopravvivenza improbabile              |

## Fattore di pericolosità della radiazione
Mentre la dose assorbita, espressa nella sua unità di misura gray (Gy), riflette in assoluto la dose (D) di energia assorbita (E) da una data massa (m), come riportato dalla formula
{\displaystyle D={\frac {\operatorname {d} E}{\operatorname {d} m}}} , dimensionalmente:  {\displaystyle \mathrm {Gy={\frac {J}{kg}}={\frac {m^{2}}{s^{2}}}} }
la dose equivalente (espressa in sievert) riflette invece gli effetti biologici della radiazione sull'organismo.
Infatti i diversi tipi di radiazione possono avere effetti più o meno dannosi per l'organismo.
La dose equivalente di una radiazione {\displaystyle H_{R}}, espressa in {\displaystyle \mathrm {Sv} }, si ottiene moltiplicando la dose assorbita {\displaystyle D_{R}}, in {\displaystyle \mathrm {Gy} }, per il fattore adimensionale di pericolosità della radiazione in esame, {\displaystyle w_{R}}, stabilito dalla legge:
{\displaystyle H_{R}=D_{R}\cdot w_{R}}